# بوبي بيرك
بوبي بيرك (بالإنجليزية: Bobby Burke)‏ (5 نوفمبر 1934 ببيليمينا في المملكة المتحدة - ) هو لاعب كرة قدم بريطاني في مركز الهجوم. لعب مع نادي بيرنلي ونادي تشستر سيتي ونادي بيليمينا يونايتد.